# ASSI Brindisi 1975-1976
L'ASSI Brindisi 1975-1976, prende parte al campionato italiano di Serie B, girone F a 6 squadre. Chiude il girone di classificazione al penultimo posto con 2V e 8P, non riuscendo a qualificarsi per il Gruppo A dove passano le prime quattro. Nella seconda fase della stagione partecipa, quindi, al Gruppo B, sempre a 6 squadre, giungendo quarta con 4V e 6P ed ha l'ultima possibilità di rimanere in Serie B partecipando alla terza fase della stagione. Nella Poule B, gruppo sempre composto da 6 squadre, solo la prima classificata ha il diritto di partecipare alla Serie B nella prossima stagione, l'ASSI giungerà terza con 5V e 5P e quindi verrà definitivamente retrocessa in Serie C

## Storia
Della formazione promossa in Serie B la stagione precedente vengono confermati Cianciaruso, Cozzoli, Del Vecchio, Maghelli (capitano), Rodi, Zingarelli e Antonio Bray viene riscattato definitivamente dalla Fag Napoli. Come rinforzi dalla Libertas Brindisi rientra dal prestito Roberto Milo insieme a Giovanni Pentassuglia e Giuseppe Antelmi e dalla Magazzini Di Bella Brindisi il fratello minore Bruno Bray. Dal lato cessioni Massimo Fergnani rientra dal prestito alla Libertas Brindisi e Cosimo Romanelli per motivi di studio si trasferisce all'Olimpia Firenze, Poddi e Tagliamento invece vanno in squadre minori brindisine. Miglior marcatore della stagione è Roberto Milo con 409 punti in 27 partite seguito da Antonio Bray con 388 punti in 29 partite e Giovanni Pentassuglia con 326 punti sempre in 29 p.

## Roster
| ASSI Brindisi 1975/1976 | ASSI Brindisi 1975/1976 |
| Giocatori               | Staff tecnico           |
| ----------------------- | ----------------------- |

| N. | Naz.              | Ruolo | Nome                  | Anno | Alt.   | Peso |  |
| -- | ----------------- | ----- | --------------------- | ---- | ------ | ---- |  |
|    | Italia (bandiera) | P     | Antonio Bray          | 1954 | 185 cm |      |  |
|    | Italia (bandiera) | G     | Bruno Bray            | 1957 | 183 cm |      |  |
|    | Italia (bandiera) | A     | Franco Del Vecchio    | 1955 | 186 cm |      |  |
|    | Italia (bandiera) | PG    | Francesco Cozzoli     | 1947 | 180 cm |      |  |
|    | Italia (bandiera) | P     | Stefano Guadalupi     | 1959 | 180 cm |      |  |
|    | Italia (bandiera) | AC    | Roberto Milo          | 1952 | 194 cm |      |  |
|    | Italia (bandiera) | A     | Franco Pacifico       | 1958 | 189 cm |      |  |
|    | Italia (bandiera) | G     | Giuseppe Zingarelli   | 1954 | 184 cm |      |  |
|    | Italia (bandiera) | C     | Giovanni Pentassuglia | 1954 | 197 cm |      |  |
|    | Italia (bandiera) | A     | Elio Maghelli ()      | 1946 | 188 cm |      |  |
|    | Italia (bandiera) | G     | Salvatore Zarcone     | 1957 | 192 cm |      |  |
|    | Italia (bandiera) | P     | Teodoro Rodi          | 1957 | 186 cm |      |  |
|    | Italia (bandiera) | C     | Giuseppe Antelmi      | 1951 | 196 cm |      |  |
|    | Italia (bandiera) | C     | Domenico Cianciaruso  | 1945 | 195 cm |      |  |

| Allenatore                            |
| - Vincenzo Giuri                      |
| Assistente/i                          |
| - Antonio Bray Legenda - (C) Capitano |

## Risultati

### Girone di classificazione (prima fase)
| Arbitri: | Ferraro (Piazza Armerina) Lagognata (Ragusa) |

|                                            |       |                              |
| De Simone 25, Giancasgaro 15, Acquaviva 12 | Punti | Milo 22, Antelmi 12, Rodi 12 |

| Arbitri: | Sarro (Matera) Nicoletti (Matera) |

|                     |       |                          |
| Milo 15, A. Bray 15 | Punti | Bonanno 12, Salpietro 11 |

| Arbitri: | Lombardo (Cosenza) Rainoni (Reggio Calabria) |

|                                      |       |                                    |
| Berton 24, Pennacchia 16, Galeazzi 8 | Punti | A. Bray 12. Antelmi 11, Zarcone 10 |

| Arbitri: | Annunziato (Napoli) Merola (Napoli) |

|                                     |       |                               |
| Milo 16, A. Bray 12, Pentassuglia 9 | Punti | Rossi 18, Borzì 14, Aspidi 12 |

| Arbitri: | Gulletta (Messina) Barbaro (Messina) |

|                               |       |                                   |
| Mele 32, Famoso 14, Morigi 12 | Punti | Pentassuglia 21, Milo 18, Rodi 15 |

| Arbitri: | Grotti (Pescara) Mariani (Porto San Giorgio) |

|                                   |       |                                           |
| Pentassuglia 25, Milo 14, Rodi 11 | Punti | Acquaviva 20, Giancasparo 15, De Simone 8 |

| Arbitri: | Forcina (Roma) Vassallo (Roma) |

|                                         |       |                           |
| Storniello 22, Bonanno 12, Cavallaro 10 | Punti | Milo 25, Rodi 14, Bray 12 |

| Arbitri: | Hasson (Napoli) Maddaloni (Napoli) |

|                              |       |                                     |
| Milo 23, Rodi 18, Zarcone 11 | Punti | Berton 33, Galeazzi 19, Chiruzzi 12 |

| Arbitri: | Grasso (Catania) Romano (Palermo) |

|                                |       |                                    |
| Borzi 22, Melito 14, Aspidi 10 | Punti | Antelmi 19, Milo 10, Del Vecchio 8 |

| Arbitri: | Mariani (Porto San Giorgio) Principi (Porto San Elpidio) |

|                              |       |                                     |
| Milo 25, Rodi 16, A. Bray 14 | Punti | Baldacci 23, Mele 18, De Filippi 16 |

### Girone di classificazione (seconda fase)
| Arbitro: | Ferraro (Piazza Armerina) |

|                                              |       |                              |
| Tartaglione 35, Napolitano C. 19, Ferrara 16 | Punti | Milo 23, Rodi 14, Antelmi 10 |

| Arbitri: | Costa V. (Taranto) Costa E. (Taranto) |

|                                    |       |                                      |
| Milo 16, Zingarelli 12, Bray A. 11 | Punti | Gentile 14, Alba I 11, Pisciarini 10 |

| Arbitri: | Mazzetta (Pesaro) Principi (Pesaro) |

|                                     |       |                                      |
| Violante 17, Carbone 15, Cinople 15 | Punti | Pentassuglia 20, Zarcone 13, Bray 12 |

| Arbitri: | Allegro (Salerno) Spada (Matera) |

|                                       |       |                                       |
| Zingarelli 21, Bray A. 14, Zarcone 12 | Punti | Stefanini 16, Ivona P. 14, Ambrosi 10 |

| Arbitri: | La Gioia (Taranto) Lastella (Bari) |

|                                 |       |                                            |
| Fredella 18, Corbo 17, Russo 16 | Punti | Bray B. 18, Zingarelli 12, Pentassuglia 11 |

| Arbitri: | Nicoletti (Matera) Sarra (Matera) |

|                          |       |                                  |
| Pentassuglia 15, Rodi 14 | Punti | Napolitano C. 19, Tartaglione 16 |

| Arbitri: | Massei (Porto San Giorgio) Pieramico (Porto San Giorgio) |

|                                        |       |                                            |
| Barletta 24, Lomoro 20, Pisciardini 11 | Punti | Pentassuglia 17, Zingarelli 16, Bray A. 14 |

| Arbitri: | Della Corte (Napoli) Annunziata (Napoli) |

|                                 |       |                                 |
| Bray A. 24, Milo 16, Zarcone 16 | Punti | Ginoble 21, De Witt 16, Rosa 15 |

| Arbitri: | Grotti (Pescara) Caruso (Roma) |

|                                  |       |                                         |
| Serrano 23, Ambrosi 17, Ivona 15 | Punti | Pentassuglia 20, Bray A. 15, Antelmi 14 |

| Arbitri: | Principi (Porto San Giorgio) Serrangelo (Ancona) |

|                                   |       |                                   |
| Milo 22, Pentassuglia 18, Rodi 15 | Punti | Tizzano 18, Fredella 16, Russo 16 |

### Gruppo B Poule Salvezza
| Arbitri: | Ravaioli (Colleferro) De Orti (Frosinone) |

|                                  |       |                                      |
| Parisi 17, Crudele 15, D'Orsi 14 | Punti | Pentassuglia 16, Milo 15, Zarcone 15 |

| Brindisi 21 marzo 1976 2ª giornata                                                                     | Assi Brindisi | 56 – 64                              | CUS Bari |  |
| \| \| \| \| \| Pentassuglia 19, Milo 16, Bray A. 8 \| Punti \| Ivona P. 18, Serrano 13, Attolico 12 \| |               |                                      |          |  |
| |               |                                      |          |  |
| Pentassuglia 19, Milo 16, Bray A. 8                                                                    | Punti         | Ivona P. 18, Serrano 13, Attolico 12 |          |  |

| Arbitri: | Annunziata (Napoli) Merola (Napoli) |

|                                    |       |                                  |
| Milo 20, Bray A. 14, Zingarelli 14 | Punti | Maggi 24, Di Pierro 11, Calia 11 |

| Arbitri: | Nicoletti (Matera) Sarra (Matera) |

|                                                  |       |                                |
| Napolitano R. 20, Imperlini 20, Napolitano C. 14 | Punti | Bray A. 22, Antelmi 10, Milo 8 |

| Arbitri: | Costa E. (Taranto) Costa V. (Taranto) |

|                                 |       |                                      |
| Bray A. 27, Zarcone 17, Milo 12 | Punti | Gentile 15, Pisciarini 15, Lomoro 12 |

| Arbitri: | La Gioia (Taranto) Raiola (Taranto) |

|                                      |       |                                    |
| Pentassuglia 28, Milo 19, Bray A. 17 | Punti | Crudele 19, Falcone 8, Magnifico 6 |

| Arbitri: | Costa V. (Taranto) Costa E. (Taranto) |

|                                    |       |                                 |
| Ivona P. 28, Resta 22, Veronico 13 | Punti | Bray A. 22, Milo 17, Antelmi 11 |

| Arbitro: | Raineri (Reggio Calabria) |

|                                      |       |                                    |
| D'Avossa 21, Conversano 14, Maggi 13 | Punti | Milo 32, Bray A. 24, Zingarelli 13 |

| Arbitri: | Marchetti (Formia) Massese (Formia) |

|                                       |       |                                                |
| Zarcone 16, Bray A. 14, Zingarelli 14 | Punti | Napolitano C. 16, Ferrara 14, Napolitano R. 12 |

| Monopoli 9 maggio 1976 10ª giornata | Pallacanestro Monopoli | 75 – 65 | Assi Brindisi |  |

## Fonti
La Gazzetta del Mezzogiorno edizione 1975-76